# 河内実加
河内 実加（かわち みか、1963年11月15日 - ）は、日本の漫画家、イラストレーター。東京都出身。跡見学園女子大学短期大学部卒業。1985年、『ちゃお』よりデビュー。

## 作品リスト

### 漫画作品
- 『弥生!!』小学館〈フラワーコミックス〉全8巻（1987年 - 1990年）
- 『チャイルドライク・ワンダー』小学館〈フラワーコミックス〉全1巻（1991年）
- 『だいすき』小学館〈フラワーコミックス〉全1巻（1992年）
- 『みらくるM's club』小学館〈フラワーコミックス〉全1巻（1992年）
- 『オパーリン』小学館〈フラワーコミックス〉全3巻（1992年 - 1994年）
- 『プラスα』ソニー・マガジンズ〈ソニー・マガジンズコミックス〉全1巻(『きみとぼく』1995年）
- 『チューンナップ・ベイブ』ソニー・マガジンズ〈ソニー・マガジンズコミックス〉全1巻（『きみとぼく』1996年）
- 『人形はこたつで推理する』〈ソニー・マガジンズコミックス〉全2巻（『きみとぼく』1996年 - 1999年 原作：我孫子武丸）
- 『半熟探偵団』秋田書店〈きらら16コミックス〉全3巻(『きらら16』1997年 - 1998年 原作：我孫子武丸）
- 『渋柿伸介の事件簿』秋田書店〈サスペリアミステリーコミックス〉全2巻（『サスペリアミステリー』2002年 - 2004年 原作：二階堂黎人）
- 『看護婦さんになろう! まんが版仕事完全ガイド』小学館〈ワンダーランドスタディブックス〉全1巻（2002年 原作：河村久美子 監修：宮子あずさ）
- 『秘密の恋は突然に』 宙出版〈ロマンスコミックス〉全1巻（2012年 原作：ローレル・ブレイク）

### アンソロジーコミック
- 『猫丸先輩の事件簿』1 秋田書店〈サスペリアミステリーコミックス〉（2005年 原作：倉知淳）
- 『8人の名探偵犯罪調査 ミステリーコミックアンソロジー』秋田書店〈トップコミックスワイド〉（2006年）「開かずの間の怪」原作：有栖川有栖

### イラスト
- 『とラブるトリオシリーズ（聞こえるシリーズ）』全28巻（1990年 - 1999年 講談社〈講談社X文庫ティーンズハート〉、著：ゆうき★みすず）